# Волохань коста-риканський
Волохань коста-риканський (Atlapetes tibialis) — вид горобцеподібних птахів родини Passerellidae. Мешкає в Коста-Риці і Панамі.

## Таксономія
Коста-риканського волоханя довгий час відносили до роду Волохань (Pselliophorus). Однак за результатами молекулярно-генетичного дослідження він був віднесений до роду Заросляк (Atlapetes).

## Опис
Довжина птаха становить 18,5 см, вага 35 г. Забарвлення дорослих птахів здебільшого темно-сіре. Тім'я, горло, крила і хвіст чорні, живіт і груди мають оливковий відтінок. Прикметною рисою цього птаха є яскраво-жовті стегна, що контрастують з темним забарвленням птаха. Молоді птахи мають дещо світліше забарвлення, нижня частина тіла в них коричнювата, а стегна оливково-коричневі.

## Поширення і екологія
Коста-риканський волохань мешкає у вологих гірських тропічних лісах Коста-Рики і західної Панами на висоті до 1700 м над рівнем моря. Поза сезонами розмноження коста-риканських волоханів можна зустріти на висоті 1200 м над рівнем моря.

## Поведінка
Коста-риканські волохані харчуються комахами. павуками і ягодами, а також нектаром. живуть парами. сімейними групами або невеликими зграйками, іноді долучаються до змішаних зграй птахів.
Гнізда чашоподібні, розміщуються в густих заростях на висоті 0,7-4,6 м над землею. В кладці 2 яйця білого або світло-блакитного кольору з коричневими плямками. Інкубаційний період триває 12-14 днів.